# Ilija Grigorjevič Čavčavadze
Ilija Grigorjevič Čavčavadze (gruzijski ილია ჭავჭავაძე ; Kvareli, 8. listopada 1837. – Tsitsamuri, 12. rujna 1907.), gruzijski političar, odvjetnik, novinar, pisac i pjesnik koji je predvodio obnovu gruzijskog nacionalnog pokreta u drugoj polovici 19. stoljeća, u vrijeme ruske vladavine nad Gruzijom. Danas ga smatraju jednim od utemeljitelja moderne Gruzije i zaštitnikom gruzijskoga kritičkog realizma.

## Životopis
Inspiriran suvremenim liberalnim pokretima u Europi, kao pisac i javna osoba, Ilija Grigorjevič Čavčavadze usmjerio je većinu svojih napora prema buđenju nacionalne svijesti u Gruzijaca i na stvaranje stabilnog društva u svojoj domovini. Njegova najvažnija književna djela su:  Pustinjak , Duh, Sretan narod, Pisma jednog putnika i Je li čovjek ljudsko biće?. Bio je i urednik gruzijskog časopisa  Sakartvelos Moambe  od 1863. do 1877. i  Iveria  od 1877. do 1905. Bio je borac protiv rusifikacije, zalažući se za gruzijski jezik i gruzijsku kulturu. Čavčavadze je bio smrtno ranjen u Tsitsamuri, gdje ga je ubila lokalna banda ubojica. Njegova ostavština donijela mu je široko divljenje gruzijskih ljudi. Godine 1987. Gruzijska pravoslavna Crkva kanonizirala ga je kao Svetoga Iliju Pravednika (gru. წმინდა ილია მართალი). Gruzijci ga zovu i "neokrunjenim gruzijskim kraljem" (gru. უგვირგვინო მეფე), a prozvan je i "Pater patriae" (Ocem domovine) Gruzije.

### Rani život
Ilija Grigorjevič Čavčavadze je rođen 8. listopada 1837. u mjestu Kvareli, u dolini Alazani, u gruzijskoj pokrajini Kaheti, koja je u to vrijeme bila dio Ruskog Carstva. Njegovo prvo ime Ilija je   tavadi , gruzijski kneževski naslov. Smatra se da je obitelj Čavčavadze iz gruzijske pokrajine Hevsureti 1726. godine. Kralj Konstantin II. od Kahetija im je priznao viteštvo i hrabrost u obrani gruzijskog naroda, te poglavaru obitelji, djedu Ilije Grijgorjeviča Čavčavadze Bespazu Čavčavadzeu, dodijelio naslov princa 1755. Time se obitelj Čavčavadze trajno naselila u pokrajini Kaheti. Ilija je bio treći sin oca Grigola Čavčavadzea i majke Mariam Berbušvili. Njegov otac Grigol, kao i njegov djed i pradjed, bio je vojnik. Zajedno je s lokalnim paravojnim postrojbama zaštitio selo od dagestanskih provala. Kako bi se zaštitio od provala, otac Grigol je izgradio dvorac na dvije etaže u dvorištu. U svom selu Ilija je stekao osnovnu đačku nabrazu kod đakona, nakon koje se preselio u Tbilisi, gdje je pohađao prestižnu akademiju za plemstvo. Međutim, od rane je dobi Ilija bio pod utjecajem svojih roditelja koji su bili visoko obrazovani u klasičnoj književnosti, gruzijskoj povijesti i poeziji. Od svojih je roditelja naučio nadahnjujuće priče o gruzijskom junaštvu u klasičnim povijesnim romanima. U svojoj autobiografiji, svoju majku je opisao kao brižnu ženu, "koja je znala sve gruzijske romane i pjesme napamet, te je poticala svoju djecu da ih nauče." Osim majke, osvrnuo se i na svoje đačke dane, koji su ga kasnije inspirirali u pisanju novela i romana. Majku Mariam umrla je 4. svibnja 1848., kada je Ilija imao deset godina. Nakon smrti, njegov otac je doveo sestru Makrine kako bi nastavila odgajala djecu. "Teta Makrine", kako ju je Ilija zvao, imala je važnu ulogu u njegovom životu, jer je nako očeve smrti 1852. bila jedini Ilijin skrbnik i odgajatelj. Nakon majčine smrti, otac je Iliju poslao u Tbilisi, gdje je u tri godine stekao srednjoškolsko obrazovanje, nakon kojega je 1851. krenuo na akademiju. Njegovo srednjoškolsko obrazovanje bilo je vrlo stresno zbog očeve smrti, a otežano je viješću o smrti brata Konstantina, kojega su ubili Dagestani u Kahetiju. Tugu i bol prema poginulom bratu iskazao je u jednoj od svojih prvih kratkih pjesama pod nazivom Tuga siromaha. Osim osobnih problema, na njega je utjecala teška politička situacija u Gruziji, popraćena rusifikacijom i politikom destrukcije gruzijskog jezika i naroda od strane Ruskog Carstva, koja se provodila u cijeloj Gruziji. 

### Studentski život
Nakon diplome na Akademiji, Ilija je svoje obrazovanje odlučio nastaviti na sveučilištu u Sankt-Peterburgu. Prije odlaska na sveučilište u Sankt-Peterburg napisao je jednu od svojih najznačajnijih pjesama "Na planinama Kvareli" u selu Kardanahi 15. travnja 1857., u kojoj je izrazio divljenje planinama Kavkaza i gruzijskim borcima za slobodu, koje sad mora napustiti zbog obazovanja. Iste godine, primljen je na sveučilište u Sankt-Peterburg. Za studenstskih dana je s divljenjem promatrao događaje u Italiji 1848., koje je predvodio Giuseppe Garibaldi, kojem se mnogo godina divio. Za svog boravka u Petrogradu upoznao je princezu Katarinu Čavčavadze, od koje je saznao o poeziji i stihovima romantičnog gruzijskog princa Nikole Baratašvilija. Zbog oštre klime u St. Petersburgu, Ilija se razbolio i vratio u Gruziji na nekoliko mjeseci 1859. Nakon završetka studija 1861. vraća se u Gruziju, gdje je tijekom putovanja naglašavao važnost izgradnje naroda i buđenja nacionalnog identiteta.

### Politički život
Njegovi glavni politički i društveni ciljevi temeljili su se na gruzijskom domoljublju. Radikalno je zagovarao oživljavanje uporabe gruzijskog jezika, njegovanje gruzijske književnosti, oživljavanje autokefalnog statusa gruzijske nacionalne crkve, i, konačno, oživljavanje gruzijske državnosti, koja je završila kada je zemlja postala dio Ruskog Carstva. Kako je broj pristaša njegovih ideja rastao, njhovi glavni ciljevi bili su sve usmjereniji na demokratozaciju Ruskog Carstva i rušenje aristokratskog sustava vladanja. Ilija Grigorjevič Čavčavadze bio je utemeljitelj i predsjednik mnogih javnih, kulturnih i obrazovnih organizacija: Društvo za širenje pismenosti među Gruzijcima, Banka plemstva, Dramatično društvo, Povijesno-Etnografsko društvo Gruzije i sl. Bio je i prevoditelj britanske književnosti. Njegova glavna književna djela su prevedena i objavljena na francuskom, engleskom, njemačkom, ukrajinskom,  bjeloruskom, ruskom i drugim jezicima. Između 1906. i 1907. godine, bio je član Državnog vijeća (Dume) u Rusiji. Bio je član mnogih ruskih društava poput Geografskog društva Rusije, Družbe Etnografija i antropologija sveučilišta u Moskvi, Družbe orijentalista Rusije i Anglo-ruskog književnog društva u Londonu. Djelovao je kao književni mentor mladom Staljinu koji je tada bio pravoslavni sjemeništarac u Tbilisiju. Povjesničar Simon Sebag Montefiore zapisao je: 

### Smrt
Nakon svoga članstva Gornjeg doma u Dumi, Ilija se odlučio vratiti u rodnu Gruziju. 12. rujna 1907. banda ubojica ubila je njega i njegovu suprugu Olgu u zasjedi na putu iz Tbilisija kod mjesta Tsitsamuri. Temeljnim istraživanjem i otkrićima iz arhiva, uroti i atentata vjeruje se da su u zasjedi zajedno sudjelovali i menjševici i boljševici, koji su na krilima socijaldemokratskih načela, osudili Iliju zbog njegovog "revolucionarnog domoljublja, nacionalizma i kontroverznog pogleda na Gruziju", ali i zbog velike popularnosti u javnosti. Grigorjevičeva smrt i dan danas je u mnogo pogleda kontroverzno. Povjesničar Simon Sebag Montefiore sumnja da je mladi Josip Staljin bio umiješan u planiranje ubojstva, koji je o tome izjavio: 

## Vanjske poveznice
- Guram Sharadze (1987). "Djela Ilije Grigorjeviča Čavčavadzea", preveo Marjory i Oliver Wardrops, Tbilisi: Ganatleba, Online izdanje u Narodnoj parlamentarnoj knjižnica Gruzije.